# Sebastián Romero Fernández
Sebastián Nicolás Romero Fernández (Chuquicamata, Región de Antofagasta; Chile, 25 de enero de 1996) es un futbolista chileno que se desempeña como delantero y actualmente está sin club.
Fue descrito por su entrenador de inferiores César Bravo en Cobreloa como un jugador hábil con el balón, con cambio de juego y puede desempeñarse por ambas mandas, con condiciones innatas para el fútbol.
En su infancia practicó Hándbol, llegando a participar de la selección nacional de la disciplina, además de participar en el certamen Nacional de los Juegos Deportivos Generación del Bicentenario en Quilpué  en el 2008 y en Temuco el 2009 obteniendo el tercer lugar, representando al colegio San José de Antofagasta y en el año 2010, siendo el mejor jugador del campeonato regional.  Tuvo la oportunidad de jugar por Chile en XV Juegos Sudamericanos Escolares 2009 en Loja.

## Trayectoria

### Divisiones inferiores
Es transferido al Club de Deportes Cobreloa a la edad de 14 años proveniente del amateur Club Atacama de Asociación de Fútbol de Calama para integrarse a sus divisiones inferiores.
El miércoles 30 de julio de 2014, se consagra campeón del Torneo de Apertura Fútbol Joven Sub-19 por Cobreloa participando en la final en contra del Club Universidad de Chile, ingresando en el minuto 89 en sustitución de Iván Ledezma. El jugador fue el goleador del conjunto en esa temporada con 7 goles.
En el año 2015 consiguió ser el goleador de la categoría sub-19 del torneo fútbol joven con 20 anotaciones.

### Club de Deportes Cobreloa
En diciembre de 2012 firma contrato como jugador profesional, con Cobreloa, junto a los jugadores Vildan Alfaro, Iván Ledezma y Fernando Cornejo Miranda.
Debuta en el profesionalismo el día 4 de febrero de 2014, en el encuentro disputado entre Cobreloa y Universidad de Concepción. Válido por la primera fecha del Torneo Clausura 2014 de la Primera División de Chile, en el Estadio Municipal de Yumbel, ingresando en el minuto 80 sustituyendo al jugador Álvaro López. 
Anota su primer gol en el profesionalismo el día 24 de mayo de 2014, válido por el partido entre Cobreloa y Club de Deportes Iquique de la tercera fecha del torneo Copa Chile 2014-15, en el minuto 13.
Anota su primera tripleta como jugador profesional jugando por Cobreloa el día 28 de abril de 2018, en el primer partido de la primera fase del torneo Copa Chile de dicho año jugado en el Estadio Diaguita ante el equipo de Provincial Ovalle. Los goles fueron a los 8, 62 y 80 minutos. El resultado del encuentro fue 1 a 4 a favor del cuadro de Calama.

## Estadísticas

### Clubes
| Club             | Div.          | Temporada     | Liga  | Liga  | Liga   | Copas nacionales | Copas nacionales | Copas nacionales | Torneos internacionales | Torneos internacionales | Torneos internacionales | Total | Total | Total  |
| Club             | Div.          | Temporada     | Part. | Goles | Asist. | Part.            | Goles            | Asist.           | Part.                   | Goles                   | Asist.                  | Part. | Goles | Asist. |
| ---------------- | ------------- | ------------- | ----- | ----- | ------ | ---------------- | ---------------- | ---------------- | ----------------------- | ----------------------- | ----------------------- | ----- | ----- | ------ |
| Cobreloa · Chile | 1.ª           | 2013-14       | 2     | 0     | 0      | —                | —                | —                | —                       | —                       | —                       | 2     | 0     | 0      |
| Cobreloa · Chile | 1.ª           | 2014-15       | 7     | 0     | 0      | 4                | 1                | 0                | —                       | —                       | —                       | 11    | 1     | 0      |
| Cobreloa · Chile | 2.ª           | 2015-16       | 6     | 1     | 0      | 2                | 1                | 0                | —                       | —                       | —                       | 8     | 2     | 0      |
| Cobreloa · Chile | 2.ª           | 2016-17       | 6     | 2     | 0      | —                | —                | —                | —                       | —                       | —                       | 6     | 2     | 0      |
| Cobreloa · Chile | 2.ª           | 2017          | 8     | 2     | 0      | —                | —                | —                | —                       | —                       | —                       | 8     | 2     | 0      |
| Cobreloa · Chile | 2.ª           | 2018          | 14    | 2     | 0      | 4                | 4                | 0                | —                       | —                       | —                       | 18    | 6     | 0      |
| Cobreloa · Chile | Total club    | Total club    | 45    | 6     | 0      | 10               | 6                | 0                | 0                       | 0                       | 0                       | 55    | 12    | 0      |
| Total carrera    | Total carrera | Total carrera | 45    | 6     | 0      | 10               | 6                | 0                | 0                       | 0                       | 0                       | 55    | 12    | 0      |
| 1. 2. 3.         |               |               |       |       |        |                  |                  |                  |                         |                         |                         |       |       |        |